# First People of Kalahari
First People of the Kalahari (FPK) war eine botswanische Organisation.
Sie wurde 1991 gegründet, um für die Menschen- und insbesondere die Landrechte der Gana, Gwi und Bakgalagadi zu kämpfen.
Roy Sesana ist einer der Anführer dieser Menschen, die zu den letzten San gehören, die so gut wie autark auf und von ihrem eigenen Land lebten, bis sie ab 1997 – nach Jahren der Bedrängnis – gewaltsam vertrieben wurden. Es gibt starke Belege dafür, dass diese Vertreibungen stattfanden, da sich unter ihrem Land Diamantenvorkommen finden.
Die FPK verklagte trotz großer Schwierigkeiten die Regierung, um für ihre Landrechte zu kämpfen. Dieser Prozess könnte zum Präzedenzfall für den Kampf indigener Völker weltweit werden. Die FPK hat außerdem ihre traditionellen Gebiete kartographiert, um als offizielle Bewohner ihres angestammten Landes registriert zu werden.
Zu 2013 wurde die Organisation aufgelöst.